# Чорний Вадим Валентинович
Вади́м Валенти́нович Чо́рний — капітан Збройних сил України, учасник російсько-української війни.
Станом на березень 2017-го — начальник штабу, 24-та окрема механізована бригада.

## Нагороди
19 липня 2014 року — за особисту мужність і героїзм, виявлені у захисті державного суверенітету та територіальної цілісності України, вірність військовій присязі під час російсько-української війни, відзначений — нагороджений орденом Богдана Хмельницького III ступеня.